# SN 1006
SN 1006 — сверхновая звезда, вспыхнувшая в 1006 году в созвездии Волк. На Земле её зарегистрировали 1 мая 1006 года, однако из-за южного склонения звезды сверхновую можно было уверенно наблюдать только на юге Центральной и в Южной Европе (к югу от 48° с. ш.). Она находится на расстоянии около 6850 световых лет от нас.

## Описания вспышки
Китайские и арабские астрономы оставили полное описание этого события.
Согласно Истории династии Сун, звезда появилась 1 мая 1006 года в созвездии Ди, восточнее от Волка и на один градус западнее от Центавра. По словам китайского астронома, звезда светила столь ярко, что ночью были хорошо различимы предметы. Некоторые источники говорят, что днём от её света падала тень.
Египетский арабский астроном Али ибн Ридван в комментариях к Тетрабиблосу Птолемея отметил, что звезда была ярче Венеры в 2,5—3 раза.
Бенедиктинские монахи монастыря Святого Галла подтвердили наблюдения ибн Ридвана, добавив:
Чудесным образом она то сжималась в размерах, то расплывалась, а иногда совсем гасла.
Оригинальный текст (лат.)Quae mirum in modum aliquando contractior, aliquando diffusior, etiam exstinguebatur interdum.
Данная запись свидетельствует о том, что вспышка сверхновой относилась к типу Ia. Недавно найденный петроглиф с изображённой на нём сверхновой SN 1006, позволил установить точную дату записи на нём.

## Остаток сверхновой
Остаток сверхновой был идентифицирован с радиоисточником PKS 1459-41 (также MSH 14-4 15 или G327.4+14.6) в 1965 году с помощью радиотелескопа обсерватории Паркс. Через несколько лет были зарегистрированы источники оптического и гамма-излучения. В настоящее время диаметр газопылевого облака составляет около 60 световых лет, соответственно, скорость распространения вещества, сброшенного звездой, оценивается в 3 % от скорости света (≈9000 км/с).